# أير كارريك وكومنوك (دائرة انتخابية في المملكة المتحدة)
اير، كارريك وكومنوك  (بالإنجليزية: Ayr, Carrick and Cumnock)‏ هي إحدى الدوائر الانتخابية في المملكة المتحدة الممثلة في مجلس العموم في برلمان المملكة المتحدة.
عضو البرلمان الذي يمثلها حالياً هو :Sandra Osborne (Lab).